# طرديلن هاسلكويستي
طرديلن هاسلكويستي (الاسم العلمي:Tordylium hasselquistia)  هو نوع غير مؤكد من النباتات يتبع جنس الطرديلن من الفصيلة الخيمية.